# Pseudodermatosorus sagittariae
Pseudodermatosorus sagittariae är en svampart som först beskrevs av Vánky & C. Vánky, och fick sitt nu gällande namn av Vánky 1999. Pseudodermatosorus sagittariae ingår i släktet Pseudodermatosorus och familjen Doassansiaceae.   Inga underarter finns listade i Catalogue of Life.